# كوهي ياماكوشي
كوهي ياماكوشي (باليابانية: 山越 康平) (4 مايو 1993 في توتشيغي في اليابان – )؛ هو لاعب كرة قدم ياباني سابق كان يلعب كمدافع.

## وصلات خارجية
- كوهي ياماكوشي على موقع رابطة كرة القدم اليابانية للمحترفين (اليابانية)
- كوهي ياماكوشي على موقع قاعدة بيانات كرة القدم.إي يو (الإنجليزية)
- كوهي ياماكوشي على موقع Soccerway.com (الإنجليزية)
- كوهي ياماكوشي على موقع عالم كرة القدم.نت (الإنجليزية)
- كوهي ياماكوشي على موقع كووورة